# DTPA
DTPA (kwas pentetynowy, ang. diethylenetriaminepentaacetic acid; łac. Acidum penteticum) – substancja, której związki chelatowe Ca-DTPA stosowane są do usuwania z organizmu niektórych radionuklidów i metali ciężkich. Jednak głównym zastosowaniem jest dodawanie ich jako składnik pulpy drzewnej przy bieleniu papieru. DTPA ma za zadanie wychwytywać metale, które powodują rozbijanie wody utlenionej.
Kompleks DTPA i radionulkidu 99mTc stosowany jest w badaniu diagnostycznym czynności nerek.